# Entoloma reae
Entoloma reae är en svampart som först beskrevs av René Charles Maire, och fick sitt nu gällande namn av Machiel Evert ("Chiel") Noordeloos 1992. Entoloma reae ingår i släktet Entoloma och familjen Entolomataceae.   Inga underarter finns listade i Catalogue of Life.